# Manfred Schmid
Manfred Schmid (Liezen, 6 giugno 1944) è un ex slittinista austriaco, vincitore di una medaglia d'oro ai Giochi olimpici di Grenoble 1968.
Era fratello maggiore di Rudolf (1951-2014) a sua volta slittinista di alto livello, bronzo nel doppio alle Olimpiadi di Innsbruck 1976

## Biografia
Gareggiò per la nazionale austriaca sia nel singolo che nel doppio, primeggiando in entrambe specialità. Nelle gare biposto iniziò insieme ad Ewald Walch e dopo il ritiro di quest'ultimo, avvenuto all'indomani dei Giochi di Sapporo 1972, fece coppia fino al 1977 con Reinhold Sulzbacher, concludendo la sua carriera nella stagione successiva insieme a Karl Schrott.
In Coppa del Mondo gareggiò solo nella stagione d'esordio della manifestazione nel 1977/78, non riuscendo a salire sul podio nelle varie tappe disputate, ma riuscendo comunque ad aggiudicarsi il terzo posto nella classifica finale nella specialità del singolo.
Prese parte a quattro edizioni dei Giochi olimpici invernali: ad Innsbruck 1964 giunse nono nel singolo, a Grenoble 1968, conquistò la medaglia d'oro nel singolo e quella d'argento nel doppio, a Sapporo 1972, dove ebbe l'onore di sfilare come portabandiera per la delegazione austriaca in occasione della cerimonia di apertura dei Giochi, si classificò settimo sia nel singolo sia nel doppio, e ad Innsbruck 1976 colse la quinta posizione in entrambe le specialità.
Ai campionati mondiali ottenne due medaglie d'argento ed una di bronzo nel singolo, nonché due d'oro, a Schönau am Königssee 1969 ed a Schönau am Königssee 1970, e due d'argento nel doppio. Nelle rassegne continentali vinse una medaglia d'argento ed una di bronzo sia nel singolo sia nel doppio.

## Palmarès

### Olimpiadi
- 2 medaglie:
  - 1 oro (singolo a Grenoble 1968);
  - 1 argento (doppio a Grenoble 1968).

### Mondiali
- 7 medaglie:
  - 2 ori (doppio a Schönau am Königssee 1969; doppio a Schönau am Königssee 1970);
  - 4 argenti (doppio ad Hammarstrand 1967; singolo a Schönau am Königssee 1969; doppio a Valdaora 1971; singolo ad Hammarstrand 1975);
  - 1 bronzo (singolo ad Imst 1978).

### Europei
- 4 medaglie:
  - 2 argenti (doppio ad Imst 1971; singolo ad Imst 1974);
  - 2 bronzi (doppio ad Hammarstrand 1970; singolo ad Imst 1971).

### Coppa del Mondo
- Miglior piazzamento in classifica generale nel singolo: 3° nel 1977/78.